# قصائد مختارة لعام 1782

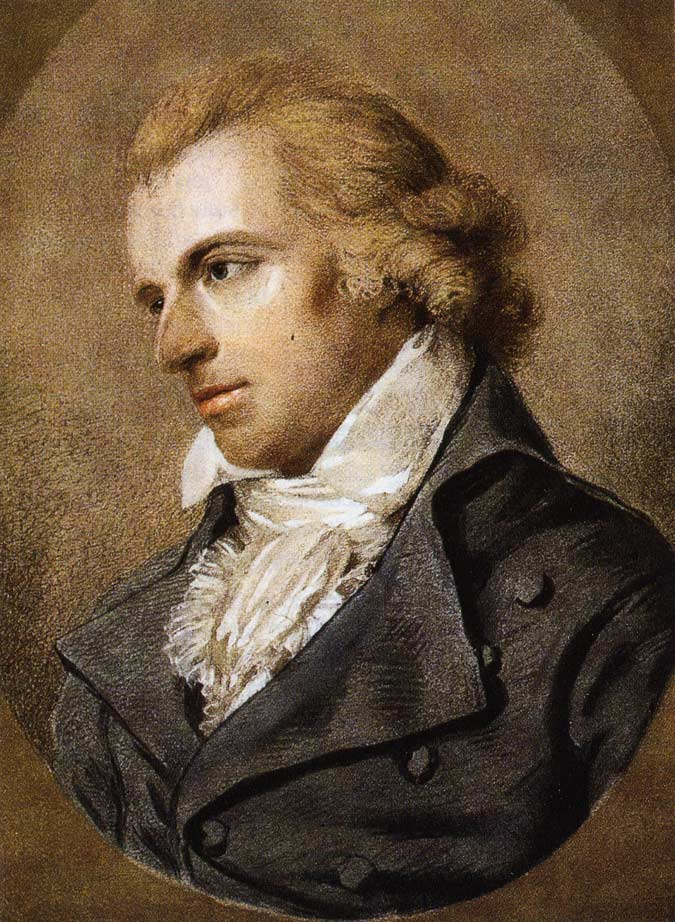
فريدرش شيلر

قصائد مختارة لعام 1782 (بالألمانية: Anthologie auf das Jahr 1782) مجموعة شعرية من تأليف الشاعر الألماني فريدرش شيلر (1759-1805)، نُشرت للمرة الأولى في العام 1783، تتميز هذه المجموعة من قصائد شيلر باحتوائها على عناصر تشير إلى قضايا الموت والفناء.

## وصلات خارجية
- قصائد مختارة لعام 1782، على ويكي مصدر الألمانية.
- قصائد مختارة لعام 1782، على كتب جوجل.
- قصائد مختارة لعام 1782، على أرشيف الإنترنت.
- قصائد مختارة لعام 1782، على موقع أمازون.
- قصائد مختارة لعام 1782، على الفهرس العالمي.
- قصائد مختارة لعام 1782، على مكتبة جامعة هارفارد.